# Sales minerales

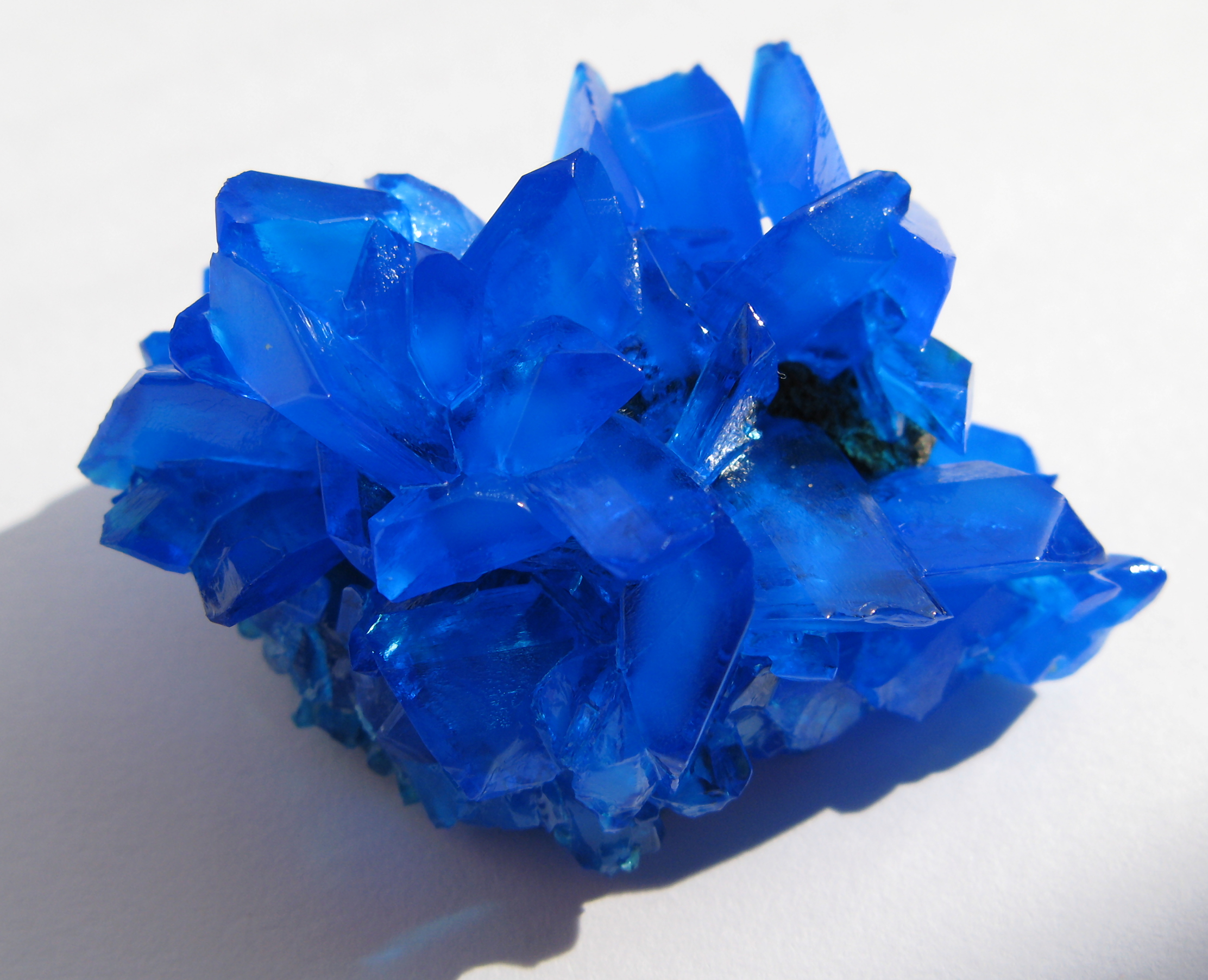
Sulfato de cobre.

Las sales minerales son compuestos inorgánicos fundamentalmente iónicos. Las sales, en general, son combinaciones de cationes y aniones, excluyendo los compuestos del  ion hidronio (H3O+), que se clasifican como  ácidos. En este contexto, el calificativo «mineral» es sinónimo de «inorgánico», pues existen sales cuyos cationes y aniones son total o parcialmente de origen orgánico.
Las sales minerales tienen función estructural y funciones de regulación del pH, de la presión osmótica y de reacciones bioquímicas, en las que intervienen iones específicos. Participan en reacciones químicas a niveles electrolíticos.
Las sales minerales no son un grupo reconocido en el libro NOMENCLATURE OF INORGANIC CHEMISTRY IUPAC Recommendations 2005. 

## En los seres vivos
Los procesos vitales requieren la presencia de ciertas sales bajo la forma de iones como los cloruros, los carbonatos y los sulfatos.
Las sales se pueden encontrar en los seres vivos de tres formas:

### Precipitadas
Constituyen:
- Silicatos: caparazones de algunos (diatomeas), espículas de algunas esponjas y estructura de sostén en algunos vegetales (gramíneas).
- Carbonato cálcico: caparazones de algunos protozoos marinos, esqueletos externos de corales, moluscos y artrópodos, así como estructuras duras.
- Fosfato de calcio: esqueleto de vertebrados.

En forma precipitada, las sales minerales forman estructuras duras, que proporcionan estructura o protección al ser que las posee.
También actúan con función reguladora.

### Ionizadas
Las sales disueltas en agua manifiestan cargas positivas o negativas. Los cationes más abundantes en la composición de los seres vivos son el sodio (Na+), el potasio (K+), el calcio (Ca2+), el magnesio (Mg2+), el amonio (NH4+). Los aniones más representativos en la composición de los seres vivos son el cloruro (Cl−), el fosfato (PO43−), el carbonato (CO32−) y el bicarbonato (HCO3−). Las sales disueltas en agua pueden realizar funciones tales como:
- mantener el grado de salinidad;
- amortiguar cambios de pH, mediante el efecto tampón;
- controlar la contracción muscular;
- producir gradientes electroquímicos;
- estabilizar dispersiones coloidales;
- intervienen en el equilibrio osmótico.

### Asociadas a moléculas
Dentro de este grupo se encuentran las fosfoproteínas y los fosfolípidos.
Los iones de las sales pueden asociarse a moléculas, realizando funciones que tanto el ion como la molécula no realizarían por separado. Algunos ejemplos son el caso de la hemoglobina, los citocromos y la clorofila.
De tal manera que las sales minerales están asociadas a las moléculas orgánicas y suborgánicas.

## Función de las sales minerales
Las funciones de las sales minerales son las siguientes:
- formar parte de la estructura ósea (aportando calcio, fósforo, magnesio y flúor);
- regular el balance del agua dentro y fuera de las células (electrolitos), proceso también conocido como ósmosis;
- intervienen en la excitabilidad nerviosa y en la actividad muscular (calcio, magnesio);
- permitir la entrada de sustancias a las células (la glucosa necesita del sodio para poder ser aprovechada como fuente de energía a nivel celular);
- colaborar en los procesos metabólicos (el cromo es necesario para el funcionamiento de la insulina, el selenio participa como un antioxidante);
- Intervenir en el buen funcionamiento del sistema inmunológico (zinc, selenio, cobre).
- También forman parte de moléculas de gran tamaño como la hemoglobina de la sangre y la clorofila en los vegetales.

## Función de las sales en el organismo
- El mantenimiento de la correcta presión osmótica en diversos medios intra y extracelulares;
- la amortiguación de los cambios bruscos de pH;
- la actividad contráctil muscular.